# Clathurellidae
Clathurellidae (лат.) — семейство мелких и средних морских брюхоногих моллюсков из группы ценогастроподы (Caenogastropoda).
До 2011 года классифицировалось как подсемейство Clathurellinae семейства Conidae надсемейства Conoidea. В ходе ревизии подсемейство было разделено на три группы в соответствии с молекулярно-биологическими критериями. Borsoniidae и Mitromorphidae были выделены в самостоятельные семейства, а оставшиеся Clathurellinae также были повышены до уровня семейства.

## Описание
Раковина в форме толстого веретена; высота от 5 до 40 миллиметров в зависимости от вида (обычно от 10 до 20 миллиметров); как правило, толстая, часто с сетчатой скульптурой, как у Strombinoturris crockeri и Lienardia nigrotincta. Clathurellidae отличаются от семейства Mangeliidae округлыми завитками и выраженной скульптурой.
Устье раковины имеет форму эллипса или овала, на внутренней и внешней губе имеются различные складки и зубы. Сифональный канал короткий или умеренно удлиненный и слегка изогнутый, как у Glyphostoma rostrata. У видов этого семейства нет крышечки, закрывающей устье.
Протоконх обычно многоспиральный. Он может иметь до шести оборотов, первые из которых гладкие, а самые последние — килеватые.
Радула имеет боковые ряды зубов. Базальная часть радулярных зубов относительно небольшая и не очень широкая. В зависимости от вида на кончиках зубов могут присутствовать слабо развитые зазубрины, как в случае с Lienardia nigrotincta.
Встречаются в Тихом, Индийском и Атлантическом океанах от тропических до полярных вод.

## Роды
По данным World Register of Marine Species, на январь 2025 года семейство включает 16 родов:
1. Acrista Hedley, 1922
2. Adanaclava Bartsch, 1950
3. Clathurella P. P. Carpenter, 1857
4. Corinnaeturris Bouchet & Warén, 1980
5. Crockerella Hertlein & A. M. Strong, 1951
6. Etrema Hedley, 1918
7. Etremopsis A. W. B. Powell, 1942
8. Euclathurella Woodring, 1928
9. Glyphostoma Gabb, 1873
10. Lienardia Jousseaume, 1883
11. Nannodiella Dall, 1919
12. Paraclathurella O. Boettger, 1895
13. Pleurotomoides Bronn, 1831
14. Pseudoetrema Oyama, 1953
15. Strombinoturris Hertlein & A. M. Strong, 1951
16. Turrella Laseron, 1954